# Benôit Frétin

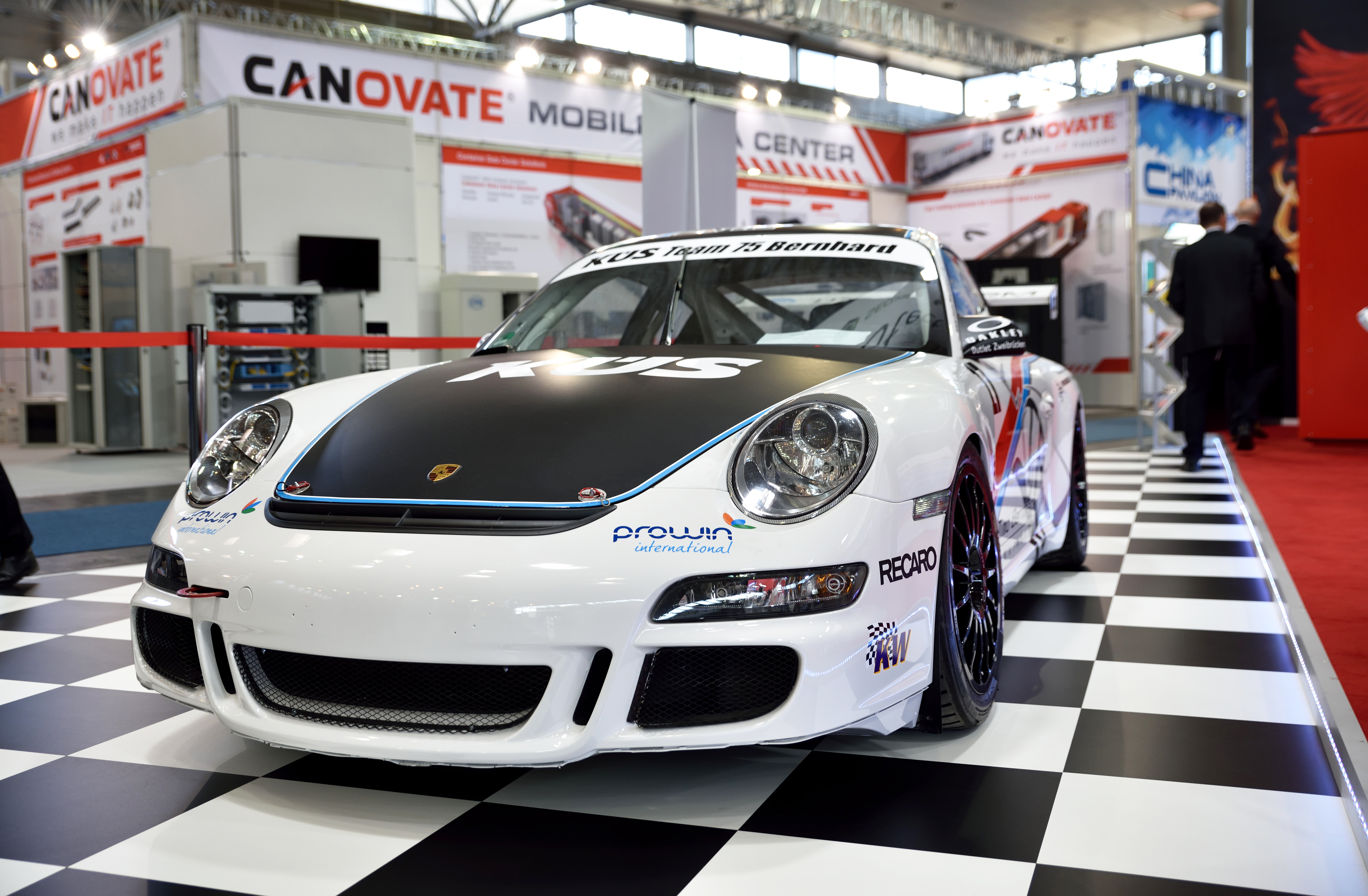
Auf einem Porsche 911 GT3 Cup startete Benôit Frétin in der 24H Series

Benôit Frétin (* 17. März 1968) ist ein französischer Unternehmer und Autorennfahrer. Bruno Frétin ist sein Bruder.

## Unternehmer
Benôit Frétin gründete 1995 im bretonischen Étrelles ein Unternehmen für Hygieneprodukte, Behandlungs- und Desinfektionsprodukte für Schwimmbäder und Spa-Einrichtungen. 2002 wurde daraus die YDEO-Gruppe, die die 2019 mit 350 Mitarbeitern an fünf Standorten in Frankreich einen Umsatz von 80 Millionen Euro erzielte. Bereits 1979 hatte er sich mit France Culinaire Developpement selbständig gemacht. Das später in die YDEO-Gruppe eingegliederte Unternehmen produziert Salze und Gewürzmischungen. 

## Karriere als Rennfahrer
Wie sein Bruder Bruno engagierte er sich ab 2011 als Amateur-Rennfahrer in der 24H Series. 2012 wurde er auf einem Porsche 911 GT3 Cup Zweiter in der 997-Klasse beim 24-Stunden-Rennen von Barcelona. 2014 startete er im Porsche Carrera Cup Frankreich und 2017 im Porsche Carrera Cup Le Mans.